# Campeonatos Majors de Counter-Strike
Os Campeonatos Majors de Counter-Strike (comumente abreviado como Majors), são torneios de Counter-Strike (CS) à nível mundial, patrocinados pela Valve. Os Majors são considerados os principais torneios do cenário de Counter-Strike.
O primeiro Major reconhecido pela Valve foi realizado em Jönköping, Suécia, durante a DreamHack Winter 2013 e com uma premiação de US$ 250.000. Esse, juntamente com os seguintes 18 Majors, foi jogado no Counter-Strike: Global Offensive (CS:GO). A partir de setembro de 2023, com o lançamento do Counter-Strike 2 (CS2), todas as competições, incluindo os Majors, passaram a ser jogadas no CS2.
Os atuais campeões são a Team Vitality, que venceu seu segundo Major no Blast Austin Major 2025. A Astralis detém o recorde de mais títulos de Major com 4.

## História
Antes da Valve estar envolvida nos torneios de Counter-Strike, os jogadores e as organizações tinham versões anteriores de Majors, que eram realizadas pelas seguintes organizações: Cyberathlete Professional League (CPL), World Cyber Games (WCG), Electronic Sports World Cup (ESWC), World eSports Masters (WEM) e Intel Extreme Masters (IEM). Todos os Majors anteriores eram da primeira versão do Counter-Strike. As equipes suecas dominaram, principalmente a SK Gaming, mas o elenco polonês conhecido como "Golden Five" foi o mais bem sucedido. Muitos outros times de outras partes do mundo iriam ganhar campeonatos, como o Team 3D dos Estados Unidos com o CPL Winter 2002 e WCG 2004, NoA da Noruega com o CPL Winter 2004, MiBR do Brasil com o ESWC 2006, e WeMade FOX da Coreia do Sul com o WEM 2010.
Em 16 de setembro de 2013, a Valve anunciou um prêmio de US$ 250 mil no seu primeiro Major; o dinheiro foi financiado através da atualização The Arms Deal, que oferecia aos jogadores itens do jogo em troca de um valor dado, e anunciou que o torneio aconteceria na Suécia e seria organizado pela DreamHack. O torneio aconteceu no final de novembro e mais tarde seria ganho pela equipe sueca da Fnatic. Após o Major de 2013, a Valve tornaria o Major um evento trienal, com os seis próximos Majors apresentando o mesmo prêmio de US$ 250 mil.
Em 23 de fevereiro de 2016, com o MLG Columbus 2016 a chegar, a Valve anunciou um enorme aumento no prêmio para um milhão de dólares. Entretanto, a Valve reduziria o número de Majors a cada ano de três para dois.
Em 13 de dezembro de 2017, a gerente geral da ELEAGUE, anfitrião do ELEAGUE Major: Boston 2018, Christina Alejandre, anunciou um formato parcialmente novo desenhado pela Valve e pela ELEAGUE que iria expandir o número de equipes do Major de dezesseis para vinte e quatro. Este seria também o primeiro Major que aconteceria em mais de uma cidade.
Depois do Major em Boston, a equipe dinamarquesa Astralis se tornou o melhor time do CS:GO e um dos melhores times da história do Counter-Strike. Com vitórias no FACEIT Major: London 2018, IEM Katowice Major 2019 e StarLadder Major: Berlin 2019, a Astralis se tornou o primeiro time a vencer três Majors consecutivos e quatro Majors no total. Depois de Berlin 2019, a Valve e a ESL anunciaram o Major seguinte, o ESL One Rio 2020, que seria o primeiro Major a ser realizado na América do Sul. O Rio 2020, inicialmente previsto para maio, foi adiado para novembro devido à pandemia de COVID-19. O Major de novembro foi anunciado com uma premiação total de US$ 2.000.000, combinando os valores que seriam reservados para ambos os Majors. Em setembro de 2020, o Major do Rio foi oficialmente cancelado devido ao COVID-19. Em dezembro de 2020, a Valve mudou o Major de 2021 de maio para outubro e novembro, citando preocupações com a pandemia. Em 14 de janeiro de 2021, a Valve anunciou que o campeonato seria realizado entre 23 de outubro e 7 de novembro em Estocolmo. Mais de dois anos após o último Major, o PGL Major Stockholm 2021 aconteceu, com a favorita Natus Vincere dominando o torneio e se tornando o primeiro time na história do CS:GO a vencer um Major sem perder um único mapa durante o torneio. O PGL Major Stockholm 2021 ultrapassou o recorde de audiência do Counter-Strike de longa data 4 vezes; alcançando 2,75 milhões de espectadores simultâneos na final. A FaZe Clan venceu o torneio seguinte, o PGL Major Antwerp 2022, tornando-se o primeiro time internacional (com todos os jogadores com diferentes nacionalidades) na história do CS:GO a vencer um Major.
O anteriormente cancelado ESL One Rio 2020 Major foi substituído pelo IEM Rio Major 2022 e foi realizado no Rio de Janeiro, Brasil, de 31 de outubro a 13 de novembro de 2022. Outsiders, um nome neutro para a organização Virtus.pro devido a laços com o governo russo à luz da invasão russa da Ucrânia em 2022, venceu o torneio derrotando a Heroic na grande final por 2 a 0.
O BLAST Paris Major 2023 aconteceu em Paris de 8 a 21 de maio de 2023 com um prêmio total de US$ 1.250.000. Logo após o anúncio do Counter-Strike 2, a conta oficial do Twitter do CS:GO anunciou que o BLAST Paris Major seria o último Major de CS:GO com o próximo acontecendo em março de 2024 no CS2. A Team Vitality venceu o último Major de CS:GO de forma invicta, sem perder nenhum mapa durante todo o campeonato.
O primeiro Major de Counter-Strike 2 foi anunciado como o PGL CS2 Major Copenhagen 2024, que será realizado de 17 a 31 de março na Royal Arena, em Copenhague.

## Formato

### Qualificação
Depois do primeiro Major em 2013, as oito melhores equipes de cada Major (aquelas que chegaram a fase eliminatória) ganhariam vagas automáticas para o próximo Major. Estas equipes seriam chamadas de "Lendas". As outras oito equipes, chamadas de "Desafiadoras", seriam decididas pelas eliminatórias regionais, principalmente da Europa e América do Norte. Algumas outras equipes foram convidadas ou vieram de uma eliminatória de repescagem. Começando com o ciclo de qualificatórias para o DreamHack Open Cluj-Napoca 2015, a Valve criou uma qualificatória principal com apenas 16 equipes antes do Major. As oito últimas equipes do Major anterior ganhariam vagas automáticas para o recém-formado torneio qualificatório para o Major, e as qualificatórias regionais agora enviam equipes para a qualificatória principal, em vez de diretamente para o Major.
Para o MLG Columbus 2016, as qualificatórias regionais, que levavam à qualificatória do Major, foram substituídas por "Minors". O sistema do Minor de Columbus envolveu quatro qualificatórias regionais e duas repescagens, e resultou em convidar uma equipe das Américas, duas equipes asiáticas, uma equipe da CEI, uma equipa europeia e três equipes da repescagem. O sistema foi simplificado no Major seguinte, ESL One Cologne 2016, com a remoção das repescagens. Quatro Minors — Ásia, CEI, Europa, Américas — foram usadas. Duas equipes de cada qualificatória iriam para a qualificatória principal, juntando-se às oito últimas equipes do Major anterior. As oito melhores das 16 equipes da qualificatória principal avançaram para o Major.  
No ELEAGUE Major: Boston 2018, a qualificatória principal foi integrada ao próprio Major como a primeira de três fases, expandindo o número de equipes de um Major para 24. A qualificatória foi renomeada para "Fase dos Desafiadores", a antiga fase de grupos foi renomeada para "Fase das Lendas", e a fase eliminatória foi nomeada "Fase dos Campeões". Isso aumentou o número de equipes recebendo convites automáticos para os Majors para 16, mantendo o sistema Minor para preencher as oito vagas restantes na fase um do Major. As Lendas — ainda compostas pelas equipes que chegam ao palco das eliminatórias — ganham um convite automático para a Fase das Lendas do Major seguinte, enquanto as equipes que terminam em 9º–16º colocadas ganham convites automáticos para a Fase dos Desafiadores do Major seguinte. Em 28 de agosto de 2018, pouco antes do início do FACEIT Major: London 2018, a Valve anunciou que estava reduzindo o número de convites automáticos do Major para quatorze, começando com o London 2018: as duas equipes que ficam sem vitórias na primeira fase devem passar pelos Minors para voltar ao próximo Major.
Ao contrário dos esportes tradicionais ou de outras ligas de esportes eletrônicos, a Valve considera que os jogadores de cada equipe têm as vagas do Major, em vez da própria organização. Por exemplo, no ELEAGUE Major 2017, a Team EnVyUs ficou em nono lugar, o que significa que teria uma vaga automática na próxima qualificatória principal. No entanto, antes do próximo Major, três dos jogadores da Team EnVyUs foram transferidos para a G2 Esports, o que significa que a Team EnVyUs perdeu seu lugar na qualificatória para o Major.

### Formato do torneio
Embora a fase de eliminatórias dos Majors geralmente siga um formato padrão de eliminação simples de 8 times, a fase de grupos mudou várias vezes. De 2013 a 2016, os Majors usaram um formato GSL de quatro grupos para a fase de grupos. Em cada grupo de quatro equipes, as duas cabeça-de-chave mais altas enfrentariam inicialmente as duas mais baixas. Os dois vencedores da primeira rodada de partidas jogariam para determinar qual time ficaria com a maior cabeça-de-chave. Os dois perdedores também jogariam para eliminar um time. Após esta segunda rodada de partidas, as duas equipes restantes jogam para determinar qual equipe leva a vaga final para as eliminatórias. Todos os jogos da fase de grupos nos primeiros Majors foram em melhor de um. O último Major de 2015 e os dois Majors de 2016 tiveram uma decisão melhor de três na partida final de cada grupo.
A fase de grupos do ESL One Cologne 2015 funcionou de forma diferente. Inicialmente, as três primeiras partidas da fase de grupos começaram da mesma forma que o formato padrão GSL, determinando o vencedor do grupo. No entanto, as equipes foram reatribuídas posteriormente para que os dois perdedores jogassem em grupos diferentes e, em seguida, a partida decisiva também seria entre equipes de grupos diferentes.
A partir de 2017, a fase de grupos seria realizada no formato do sistema suíço. Isso significaria que as equipes seriam divididas em quatro potes, nos quais o pote um teria as quatro melhores equipes da qualificação, o pote dois teria as quatro equipes seguintes, e assim por diante. Uma equipe selecionada aleatoriamente do pote um enfrentaria uma equipe selecionada aleatoriamente do pote quatro. O mesmo processo é feito com os potes dois e três. Após as partidas iniciais serem feitas, as equipes com a mesma pontuação jogariam, de modo que as equipes 1–0 na tabela só jogariam com outra equipe 1–0. Se uma equipe conseguir três vitórias, ela passa para a fase seguinte. Se um time tem três derrotas, esse time é eliminado. Todos os jogos foram no estilo "melhor de um", até ao FACEIT Major: London 2018. O ELEAGUE Major: Boston 2018 teve duas fases de grupos suíças; a fase antes conhecida como a fase de qualificação off-line era agora conhecida como "Novos Desafiadores" e a fase de grupos era agora nomeada como "Novas Lendas". O FACEIT Major: Londres 2018 revelou uma forma ligeiramente diferente do sistema suíço chamado sistema Buchholz, no qual as partidas seriam distribuidas de acordo com o equilíbrio das equipes em vez de ser aleatório e a última rodada seria realizada em melhor de três. O Major seguinte, Katowice 2019, apresentava um sistema de rating Elo, no qual as equipes participantes classificaram as outras 15 equipes antes da "Fase das Lendas" para criar um sistema de classificação para cada rodada do sistema suíço.
As eliminatórias, agora conhecidos como a fase "Novos Campeões", contam com oito equipes desde o primeiro dos Majors. Todos os jogos são jogados em melhor de três. Com o formato GSL, os vencedores do grupo enfrentariam as equipes classificadas em segundo lugar de outros grupos nas quartas de final, e as equipes se eliminam até ser decidido um vencedor. Para o formato suíço, as duas equipes que ficaram em primeiro lugar na fase de grupos ganham as cabeça-de-chave mais altas. Duas equipas selecionadas aleatoriamente, das três piores equipes, seriam colocadas contra as cabeça-de-chave mais altas. Duas das três equipes intermediárias (times que avançam com uma derrota) são selecionadas aleatoriamente para jogar entre si, e as duas equipes restantes se enfrentam para finalizar a chave.

### Jogadores banidos
A Valve proibiu os jogadores de participarem dos Majors por violações da integridade competitiva. O banimento do Valve Anti-Cheat (VAC) é a forma mais comum de os jogadores serem banidos. VAC é um programa antitrapaça desenvolvido pela Valve para detectar trapaças em execução no CS:GO. Se trapaças forem detectadas, a conta receberá um banimento vitalício permanente de jogar em servidores protegidos por VAC. Outros provedores de servidores, como FACEIT e ESEA, têm seus próprios sistemas antitrapaça e trabalham com a Valve para detectar novos truques.
A Valve também baniu jogadores por manipulação de resultados em seus eventos patrocinados. A primeira proibição da Valve por manipulação de resultados foi uma resposta ao escândalo de manipulação de resultados da iBUYPOWER, no qual o jornalista Richard Lewis revelou que uma das melhores equipes da América do Norte, iBUYPOWER, havia disputado uma partida por visuais de armas de alto valor. A Valve baniu indefinidamente sete jogadores envolvidos no escândalo de participar de qualquer Major. Tyler "Skadoodle" Latham foi o único jogador da iBUYPOWER a não ser banido, pois não recebeu nenhum pagamento após o jogo. Mais tarde, a Valve tornaria as proibições permanentes, causando alguma controvérsia na comunidade do Counter-Strike. Embora as organizadoras de torneio ESL e DreamHack terem suspendido suas próprias proibições aos ex-jogadores da iBUYPOWER em 2017, a proibição do Major efetivamente encerrou as carreiras de alto nível de dois dos melhores capitães de times da América do Norte (Sam "DaZeD" Marine e Joshua "steel" Nissan) e Braxton "swag" Pierce. Skadoodle iria ganhar um Major com a Cloud9. Após o banimento da iBUYPOWER, houve dois outros banimentos de manipulação de resultados, resultando em nove outros jogadores sendo barrados dos Majors.

## Resultados
| Torneio                             | Organizador                         | Cidade-Sede                         | Campeão                             | Placar                              | Vice-campeão                        | Ref.                                |
| No Counter-Strike: Global Offensive | No Counter-Strike: Global Offensive | No Counter-Strike: Global Offensive | No Counter-Strike: Global Offensive | No Counter-Strike: Global Offensive | No Counter-Strike: Global Offensive | No Counter-Strike: Global Offensive |
| ----------------------------------- | ----------------------------------- | ----------------------------------- | ----------------------------------- | ----------------------------------- | ----------------------------------- | ----------------------------------- |
| DreamHack Winter 2013               | DreamHack                           | Jönköping                           | Fnatic                              | 2–1                                 | Ninjas in Pyjamas                   | [ 43 ]                              |
| EMS One Katowice 2014               | ESL                                 | Katowice                            | Virtus.pro                          | 2–0                                 | Ninjas in Pyjamas                   | [ 44 ]                              |
| ESL One Cologne 2014                | ESL                                 | Colônia                             | Ninjas in Pyjamas                   | 2–1                                 | Fnatic                              | [ 45 ]                              |
| DreamHack Winter 2014               | DreamHack                           | Jönköping                           | Team LDLC.com                       | 2–0                                 | Ninjas in Pyjamas                   | [ 46 ]                              |
| ESL One Katowice 2015               | ESL                                 | Katowice                            | Fnatic                              | 2–1                                 | Ninjas in Pyjamas                   | [ 47 ]                              |
| ESL One Cologne 2015                | ESL                                 | Colônia                             | Fnatic                              | 2–0                                 | Team EnVyUs                         | [ 48 ]                              |
| DreamHack Open Cluj-Napoca 2015     | DreamHack                           | Cluj-Napoca                         | Team EnVyUs                         | 2–0                                 | Natus Vincere                       | [ 49 ]                              |
| MLG Columbus 2016                   | MLG                                 | Columbus                            | Luminosity Gaming                   | 2–0                                 | Natus Vincere                       | [ 50 ]                              |
| ESL One Cologne 2016                | ESL                                 | Colônia                             | SK Gaming                           | 2–0                                 | Team Liquid                         | [ 51 ]                              |
| ELEAGUE Major 2017                  | ELEAGUE                             | Atlanta                             | Astralis                            | 2–1                                 | Virtus.pro                          | [ 52 ]                              |
| PGL Major: Kraków 2017              | PGL                                 | Cracóvia                            | Gambit Esports                      | 2–1                                 | Immortals                           | [ 53 ]                              |
| ELEAGUE Major: Boston 2018          | ELEAGUE                             | Boston e Atlanta                    | Cloud9                              | 2–1                                 | FaZe Clan                           | [ 54 ]                              |
| FACEIT Major: London 2018           | FACEIT                              | Londres                             | Astralis                            | 2–0                                 | Natus Vincere                       | [ 55 ]                              |
| IEM Katowice Major 2019             | ESL                                 | Katowice                            | Astralis                            | 2–0                                 | Ence                                | [ 56 ]                              |
| StarLadder Major: Berlin 2019       | StarLadder                          | Berlim                              | Astralis                            | 2–0                                 | Avangar                             | [ 57 ]                              |
| PGL Major Stockholm 2021            | PGL                                 | Estocolmo                           | Natus Vincere                       | 2–0                                 | G2 Esports                          | [ 58 ]                              |
| PGL Major Antwerp 2022              | PGL                                 | Antuérpia                           | FaZe Clan                           | 2–0                                 | Natus Vincere                       | [ 59 ]                              |
| IEM Rio Major 2022                  | ESL                                 | Rio de Janeiro                      | Outsiders                           | 2–0                                 | Heroic                              | [ 60 ]                              |
| BLAST Paris Major 2023              | BLAST                               | Paris                               | Team Vitality                       | 2–0                                 | GamerLegion                         | [ 61 ]                              |
| No Counter-Strike 2                 |                                     |                                     |                                     |                                     |                                     |                                     |
| PGL CS2 Major Copenhagen 2024       | PGL                                 | Copenhague                          | Natus Vincere                       | 2–1                                 | FaZe Clan                           | [ 62 ]                              |
| Perfect World Shanghai Major 2024   | Perfect World                       | Xangai                              | Team Spirit                         | 2–1                                 | FaZe Clan                           | [ 63 ]                              |
| BLAST Austin Major 2025             | BLAST                               | Austin                              | Team Vitality                       | 2–1                                 | The Mongolz                         |                                     |
| StarLadder Budapest Major 2025      | StarLadder                          | Budapeste                           |                                     |                                     |                                     |                                     |
| IEM Cologne Major 2026              | ESL                                 | Colônia                             |                                     |                                     |                                     |                                     |

### Títulos por organização
| Equipe            | Títulos | Vices | Edições em que foi campeão                             |
| ----------------- | ------- | ----- | ------------------------------------------------------ |
| Astralis          | 4       | 0     | Atlanta 2017, Londres 2018, Katowice 2019, Berlim 2019 |
| Fnatic            | 3       | 1     | Jönköping 2013, Katowice 2015, Colônia 2015            |
| Natus Vincere     | 2       | 4     | Estocolmo 2021, Copenhague 2024                        |
| Team Vitality     | 2       | 0     | Paris 2023, Austin 2025                                |
| Ninjas in Pyjamas | 1       | 4     | Colônia 2014                                           |
| FaZe Clan         | 1       | 3     | Antuérpia 2022                                         |
| Virtus.pro        | 1       | 1     | Katowice 2014                                          |
| Team Envy         | 1       | 1     | Cluj-Napoca 2015                                       |
| Team LDLC         | 1       | 0     | Jönköping 2014                                         |
| Luminosity Gaming | 1       | 0     | Columbus 2016                                          |
| SK Gaming         | 1       | 0     | Colônia 2016                                           |
| Gambit Esports    | 1       | 0     | Cracóvia 2017                                          |
| Cloud9            | 1       | 0     | Boston 2018                                            |
| Outsiders         | 1       | 0     | Rio 2022                                               |
| Team Spirit       | 1       | 0     | Xangai 2024                                            |

### Títulos por países
| País           | Títulos | Jogadores |
| -------------- | ------- | --- |
| Dinamarca      | 23      | dupreeh (5), dev1ce (4), Xyp9x (4), gla1ve (4), Magisk (4), Kjaerbye                                                        |
| Suécia         | 20      | flusha (3), JW (3), pronax (3), olofmeister (2), KRIMZ (2), Devilwalk, znajder, f0rest, GeT_RiGhT, Xizt, friberg, Fifflaren |
| França         | 14      | apEX (3), Happy (2), NBK- (2), kioShiMa (2), ZywOo (2), shox, SmithZz, kennyS                                               |
| Rússia         | 12      | Dosia, electroNic, Boombl4, Perfecto, Jame, FL1T, n0rb3r7, fame, magixx, chopper, donk, sh1ro                               |
| Brasil         | 10      | FalleN (2), fer (2), coldzera (2), fnx (2), TACO (2)                                                                        |
| Ucrânia        | 6       | b1t (2), Zeus, s1mple, w0nderful, zont1x                                                                                    |
| Polônia        | 5       | TaZ, NEO, pashaBiceps, Snax, byali                                                                                          |
| Estados Unidos | 5       | Skadoodle, Stewie2k, autimatic, RUSH, tarik                                                                                 |
| Cazaquistão    | 4       | AdreN, mou, HObbit, Qikert                                                                                                  |
| Estônia        | 2       | ropz (2) |
| Israel         | 2       | Spinx, FlameZ |
| Finlândia      | 1       | Aleksib |
| Noruega        | 1       | rain |
| Letônia        | 1       | broky |
| Romênia        | 1       | iM |
| Canadá         | 1       | Twistzz |
| Lituânia       | 1       | jL |
| Reino Unido    | 1       | mezii |

## Recursos

### Adesivos
Os adesivos (em inglês: stickers) são itens virtuais no jogo que os jogadores podem comprar ou obter em cápsulas de adesivos. Os adesivos podem então ser aplicados aos visuais (em inglês: skins) de armas do jogo. A Valve lança adesivos para cada equipe que participa de um Major desde o EMS One Katowice 2014, e um adesivo para a assinatura de cada jogador profissional desde o ESL One Cologne 2015. Esses dois tipos de adesivos vêm em quatro qualidades: normal, purpurina (glitter), holográfico e dourado. A cada compra de adesivo, metade dos lucros vai para o jogador ou equipe e a outra metade vai para a Valve.
Estas cápsulas de autocolantes são únicas para cada torneio e só podem ser adquiridas no momento do torneio. Devido a essa raridade forçada, os adesivos dos primeiros Majors tendem a se tornar mais caros com o tempo. Depois de custar inicialmente menos de US$ 10, um adesivo holográfico da equipe iBUYPOWER do EMS One Katowice 2014 foi vendido em mercados secundários por uma média de US$ 4.500 em 2017, e em 2020 o mesmo adesivo foi vendido por mais de US$ 15.000.

### Pacotes de lembranças
Pacotes de lembrança são pacotes virtuais contendo um visual de arma exclusivo para os Majors de CS:GO. Esses "visuais de lembrança" podem ser classificadas entre os visuais de arma mais caros do jogo por causa de sua raridade. Depois que a Cloud9 se tornou a primeira equipe norte-americana campeã de um Major de CS:GO no ELEAGUE Major: Boston 2018, um visual de lembrança com a assinatura do melhor jogador da final, Tyler "Skadoodle" Latham, foi vendida por US$ 61.000.

### Tributos no jogo
Depois de certas jogadas significativas ou icônicas nos Majors, a Valve adicionou memoriais no jogo, geralmente na forma de pichações ou placas. Até agora, houve seis momentos em Majors que foram comemorados pela Valve e eles são:
- Pulo Coldzera NO SCOPE

Durante o 25º round da semifinal do MLG Major Colombus 2016 entre Team Liquid e Luminosity Gaming, Coldzera da Luminosity acaba fazendo uma jogada histórica ao eliminar 2 jogadores pulando sem mira de AWP na região do Bomb B no mapa MIRAGE e gerar o inicio de uma das maiores viradas da história até então para a sua equipe, assim a Valve adicionou um grafite que ficou eternizado na parede do mapa.
- Defuse sobre o fogo de Olofmeister

No 29º round da semifinal do Esl Cologne 2014 Major entre Team Dignitas e Fnatic, o jogador Olofmeister da Fnatic consegue desarmar a bomba plantada pelo time adversário, mesmo sendo atingido pelas chamas da molotov lançada, para impedir o defuse, pelo jogador Dev1ce da Dignitas. Olof consegue o feito pouco segundos antes de morrer pelo fogo. A jogada ficou eternizada pela Valve no Bomb B do mapa OVERPASS.
- ''Pezinho'' do Olofmeister

Em uma partida pela DreamHack Winter 2014 Major entre Team LDLC e Fnatic, Olofmeister protagoniza uma jogada que mudaria o cenário de Counter-Strike e do mapa que a mesma aconteceu. No Bomb A do mapa OVERPASS, novamente ele, Olofmeister e seus Teammates da Fnatic fazem um ''pezinho'' nunca antes visto nos campeonatos do jogo, aproveitando de uma ''falha'' no mapa deixada pela Valve. Através de uma posição ultra vantajosa para o time de Olof, tornando praticamente impossível da outra equipe combater, eles viram a partida que estava 12-3 para a LDLC para um 16-13 para a Fnatic. Essa jogada gerou diversas controvérsias entre a comunidade que considerou que o time da Fnatic estariam usando ''hack'' para obter vantagem sobre a outra equipe. Então após uma grande discussão a Fnatic resolveu desistir do mapa e dar a vitória para a LDLC que acabou seguindo na competição e posteriormente se tornando campeã do torneio. Após esse acontecimento a Valve mudou a composição do Bomb A impedindo que o local do ''pezinho'' pudesse ser acessado e ainda colocou no local uma placa escrita em alemão (país onde se passa o mapa): ''Sem Escalada'' ou ''Proibido Escalada'', eternizando esse momento histórico.
- Dupla eliminação NO SCOPE de S1mple

Durante o Esl Cologne 2016 Major na partida de Team Liquid e Fnatic, S1mple da Liquid pula da posição chamada de ''Céu'' no Bomb B do mapa CACHE e elimina durante a queda o jogador Dennis da Fnatic sem mirar, e após isso elimina, sem mirar novamente mas agora de uma longa distância, o jogador Krimz em uma jogada histórica que deixou os narradores enlouquecidos. Assim a Valve eternizou a jogada com um grafite na parede do Bomb B do mapa.
- Friberg ''Rei da Banana''

Friberg, jogador da Ninjas in Pyjamas em 2016, era conhecido por ser o Rei da Banana, uma região muito famosa no caminho até o Bomb B do mapa Inferno. Durante vários campeonatos seguidos, Friberg eliminava nessa região praticamente 4 a 5 jogadores adversários em várias finais seguidas, gerando este apelido. Então em Outubro de 2016, em uma atualização, a Valve adicionou na região uma placa escrita ''Via Adamo'' (Rua do Adam em italiano, local que se passa o mapa) em referência a Adam "friberg" Friberg.
- Granada inteligente de Dosia

Durante a final do major PGL Krakow 2017 entre Gambit e Immortals, Dosia da Gambit, simplesmente arremessa uma granada certeira, de uma distância longa e sem conseguir ter certeza de que os jogadores da Immortals estariam lá (apenas em uma jogada de inteligência e noção de jogo). Os jogadores brasileiros que estavam guardando equipamento em uma posição conhecida para ''não morrer para a bomba'' acabam recebendo dano de 50 menos de vida para a granada de Dosia e acabam morrendo na explosão da C4, perdendo seu armamento e consequentemente deteriorando sua economia na partida, que resultou nos próximos rounds em pouco dinheiro para a Immortals e gerando a vitória e o título do major para a Gambit. Assim a Valve colocou no local em que a granada caiu um cartaz em homenagem a jogada de Dosia. Infelizmente, após a chegada da nova Inferno no Counter Strike 2, o cartaz foi retirado.
- 4 AWP´s da Fnatic

Novamente a Fnatic, no major Esl Cologne 2015, na partida contra a Team EnvyUs, o time da Fnatic compra 4 AWP´s e quase todo o time vai para o meio do mapa DUST 2 e surpreende o jogador Apex da EnvyUs que também foi, em uma jogada que parecia comum, mas o que ele menos esperava era que teria 4 jogadores mirados esperando ele. Então a Valve adicionou no local um grafite para essa jogada. Infelizmente, após a atualização da Dust 2 em 2017, o grafite foi removido.